# とまちゃん
とまちゃんは、埼玉県北本市の北本トマトをイメージしたPRマスコットキャラクター（ゆるキャラ）である。

## 概要
北本市の特産品「北本トマト」のブランド化を図るために生まれたイメージキャラクターで、真っ赤なほっぺにつぶらな瞳が特徴。動き回るのが大好きで、県内外のあっちこっちのイベントに出没する。
北本市と北本トマトの広報PRが仕事で、北本市公式ホームページでは、人工知能を搭載したサイトのナビゲーターとして、質問に答える会話形式で、24時間、情報発信やコンシェルジュを行っていた。
埼玉県の自治体のゆるキャラで構成されるゆる玉応援団にも加盟している。2012年のゆるキャラグランプリでは、ランキング103位となった。また、埼玉県の「けんこう大使」にも任命されている。

## プロフィール[6]
- 名前の由来 - 北本市の特産品「トマト」がモチーフ
- 誕生日 - 11月3日(北本市の市制施行の日と一緒)
- 性別 - 女の子[注釈 1]
- 年齢 - 5歳
- 身長 - トマト2個分[注釈 2]
- 体重 - 秘密（もしくはトマト2個分）
- 趣味 - 昆虫観察
- 特技 - 笑顔や元気を振りまくこと
- 口癖 - 「～トマ！」と語尾に「トマ」を付ける
- 性格 - 社交的、アクティブ、新し物好き、やさしい、誰とでも仲良しになれる、少し傷つきやすい、おっちょこちょい
- 自慢 - つぶらな瞳、つるつるの肌
- 好きな食べ物 - 好き嫌いはない
- 好きなもの - お日様
- 将来の夢 - 宇宙に行くこと。その夢は2014年（平成26年）12月3日にはやぶさ2で叶えられた。
- 休日の過ごし方 - さまざまなイベントに参加する
- 尊敬する人 - 農家の人、コバトン
- 家族 - トマト畑にいるトマトたち
- ゆる玉応援団[8] - 団員No.7

## 関連グッズ
- 携帯ストラップ
- エコバッグ

※出典：オリジナルグッズ｜北本市まちづくり観光協会